# Wilfried
Wilfried, született Wilfried Scheutz (Bad Goisern, 1950. június 24. – Lilienfeld, 2017. július 16.) osztrák énekes, színész.
Az 1988-as Eurovíziós Dalfesztiválon Ausztriát képviselte. Az általa előadott Lisa Mona Lisa dal nem kapott pontot és az utolsó, 21. helyen végzett.

## Diszkográfia
- The Crazy Baby (1974)
- Nights In The City (1979)
- Make Up (1980)
- Ganz Normal (1981)
- Wunschkonzert (1982)
- Ja (1983)
- Sehr sehr arg (1984)
- Ganz oder gar net (1985)
- Nachts in der City - Live (1986)
- Leicht (1987)
- Feuer auf dem Dach (1988)
- Berg und Tal (1990)
- Der weiche Kern (1990)
- Gemma! (1992)
- Katerfrühstück feat. Wilfried (1994)
- Tralalala (2012)
- Wieder da! Das Live Album (2013)
- Gut Lack (2017)

## Filmjei
- Neon Mix (1983, tv-film)
- Tetthely (Tatort) (1986, 1996, tv-sorozat, két epizódban)
- Hilde, das Dienstmädchen (1986)
- Nachtmeerfahrt (1987)
- Der Leihopa (1988, tv-sorozat, egy epizódban)
- Kaisermühlen Blues (1993, tv-sorozat, egy epizódban)
- Die Leute von St. Benedikt (1993, tv-sorozat, 13 epizódban)
- Tohuwabohu (1996–1998, tv-sorozat, 13 epizódban)